# Central Nuit
Central Nuit ist eine französische Krimi-Fernsehserie aus dem Jahr 2001.
Sie wurde vom 2. französischen Fernsehen (France 2) produziert und vom 14. September 2001 bis zum 3. Juli 2009 erstausgestrahlt. Sie wird derzeit auch regelmäßig auf TV5MONDE Europe in französischer Sprache mit Untertiteln gesendet (Untertitel sind wählbar, in Deutschland sind deutsche Untertitel üblich).

## Handlung
Central Nuit berichtet vom Alltag einer Nachtwache in Paris, in der sich die Polizeibeamtin Blanche mit Ladendiebstahl, Serienmorden, Einbrüchen, Menschenhandel und anderen Übergriffen auseinandersetzen muss. Ihr Vorgesetzter ist Commander Victor Franklin, der darauf achtet, die Zentrale mit einer harten Hand zu führen, aber bei aller strenge auch Gerechtigkeit walten lässt. Das Team meistert auch schwierigsten Momente und hält dabei fest zusammen.

## Fernsehausstrahlung
| Staffel | Produktions- jahr(e) | Folgen                             | Erstausstrahlung                                                           |
| ------- | -------------------- | ---------------------------------- | -------------------------------------------------------------------------- |
| 1       | 2001                 | Pilot, 1–15                        | März–Juli 2001                                                             |
| 2       | 1995/96              | 16–31                              | Okt 1996–März 1997                                                         |
| 3       | 1997                 | 32–47                              | Feb–Juli 1998                                                              |
| 4       | 1998                 | 48–63                              | Okt 1998–Mai 1999                                                          |
| 5       | 1999                 | 64–79                              | Feb 2000–Mai 2000                                                          |
| 6       | 2000/01              | 80–96                              | Sep–Nov 2001 (8 Folgen) März/April 2002 (4 Folgen) Jan/Feb 2003 (5 Folgen) |
| 7       | 2002                 | 97–112                             | Feb–April 2004 (6 Folgen) Sep–Nov 2005 (10 Folgen)                         |
| 8       | 2003                 | 113–123 (+ nicht gesendete Folgen) | Feb–April 2006                                                             |

## Episodenliste

### Staffel 1
| Nr. (ges.) | Nr. (St.) | Deutscher Titel | Originaltitel                   | Erstausstrahlung F | Deutschsprachige Erstausstrahlung (D) | Regie           | Drehbuch                       |
| ---------- | --------- | --------------- | ------------------------------- | ------------------ | ------------------------------------- | --------------- | ------------------------------ |
| 1          | 1         | -               | Nuit de chien                   | 14. Sep. 2001      | -                                     | Didier Delaître | Bernard Marié, Olivier Marchal |
| 2          | 2         | -               | La petite fille dans le placard | 21. Sep. 2001      | -                                     | Didier Delaître | Bernard Marié, Olivier Marchal |
| 3          | 3         | -               | Accident diplomatique           | 28. Sep. 2001      | -                                     | Didier Delaître | Bernard Marié, Olivier Marchal |
| 4          | 4         | -               | Parole de flic                  | 5. Okt. 2001       | -                                     | Didier Delaître | Bernard Marié, Olivier Marchal |
| 5          | 5         | -               | Nuit agitée                     | 12. Okt. 2001      | -                                     | Didier Delaître | Mathieu Fabiani                |
| 6          | 6         | -               | Dernière cavale                 | 19. Okt. 2001      | -                                     | Didier Delaître | Mathieu Fabiani, Bernard Marié |

### Staffel 2
| Nr. (ges.) | Nr. (St.) | Deutscher Titel | Originaltitel                  | Erstausstrahlung F | Deutschsprachige Erstausstrahlung (D) | Regie           | Drehbuch                       |
| ---------- | --------- | --------------- | ------------------------------ | ------------------ | ------------------------------------- | --------------- | ------------------------------ |
| 7          | 1         | -               | Le gang des lâches             | 28. Feb. 2003      | -                                     | Didier Delaître | -                              |
| 8          | 2         | -               | Le dessous des quartiers chics | 7. März 2003       | -                                     | Didier Delaître | Mathieu Fabiani, Bernard Marié |
| 9          | 3         | -               | La loi des affranchis          | 14. März 2003      | -                                     | Didier Delaître | Mathieu Fabiani                |
| 10         | 4         | -               | Les jeux du cirque             | 21. März 2003      | -                                     | Didier Delaître | Mathieu Fabiani, Bernard Marié |
| 11         | 5         | -               | Piège à flics                  | 28. März 2003      | -                                     | Didier Delaître | Mathieu Fabiani                |
| 12         | 6         | -               | Les nouveaux esclaves          | 4. Apr. 2003       | -                                     | Didier Delaître | Mathieu Fabiani, Luc Bernard   |

### Staffel 3
| Nr. (ges.) | Nr. (St.) | Deutscher Titel | Originaltitel         | Erstausstrahlung F | Deutschsprachige Erstausstrahlung (D) | Regie          | Drehbuch                       |
| ---------- | --------- | --------------- | --------------------- | ------------------ | ------------------------------------- | -------------- | ------------------------------ |
| 13         | 1         | -               | Vol à la poussette    | 10. Sep. 2004      | -                                     | Franck Vestiel | Mathieu Fabiani, Bernard Marié |
| 14         | 2         | -               | Récidive              | 17. Sep. 2004      | -                                     | Pascale Dallet | -                              |
| 15         | 3         | -               | Violences illégitimes | 24. Sep. 2004      | -                                     | Franck Vestiel | -                              |
| 16         | 4         | -               | Les fleurs de bitume  | 1. Okt. 2004       | -                                     | Franck Vestiel | -                              |
| 17         | 5         | -               | Le bruit des murmures | 8. Okt. 2004       | -                                     | Pascale Dallet | Mathieu Fabiani                |
| 18         | 6         | -               | Rien ne va plus       | 15. Okt. 2004      | -                                     | Pascale Dallet | Mathieu Fabiani                |

### Staffel 4
| Nr. (ges.) | Nr. (St.) | Deutscher Titel | Originaltitel        | Erstausstrahlung F | Deutschsprachige Erstausstrahlung (D) | Regie            | Drehbuch                              |
| ---------- | --------- | --------------- | -------------------- | ------------------ | ------------------------------------- | ---------------- | ------------------------------------- |
| 19         | 1         | -               | Dérapage             | 7. Apr. 2006       | -                                     | Pascale Dallet   | Mathieu Fabiani                       |
| 20         | 2         | -               | La loi de la cité    | 14. Apr. 2006      | -                                     | Pascale Dallet   | Mathieu Fabiani                       |
| 21         | 3         | -               | Invités indésirables | 21. Apr. 2006      | -                                     | Pascale Dallet   | Mathieu Fabiani, Marc-Antoine Laurent |
| 22         | 4         | -               | Ménage à trois       | 28. Apr. 2006      | -                                     | Pascale Dallet   | Mathieu Fabiani                       |
| 23         | 5         | -               | Embûches de Noël     | 5. Mai 2006        | -                                     | Serge De Closets | Mathieu Fabiani, Marc-Antoine Laurent |
| 24         | 6         | -               | Un beau flag         | 12. Mai 2006       | -                                     | Pascale Dallet   | Mathieu Fabiani                       |

### Staffel 5
| Nr. (ges.) | Nr. (St.) | Deutscher Titel | Originaltitel         | Erstausstrahlung F | Deutschsprachige Erstausstrahlung (D) | Regie         | Drehbuch                            |
| ---------- | --------- | --------------- | --------------------- | ------------------ | ------------------------------------- | ------------- | ----------------------------------- |
| 25         | 1         | -               | Chaud bizness         | 28. Sep. 2007      | -                                     | Olivier Barma | Marc-Antoine Laurent, Bernard Marié |
| 26         | 2         | -               | Sans mobile           | 5. Okt. 2007       | -                                     | Olivier Barma | Mathieu Fabiani, Olivier Marchal    |
| 27         | 3         | -               | Fanny                 | 12. Okt. 2007      | -                                     | Olivier Barma | Marc-Antoine Laurent, Bernard Marié |
| 28         | 4         | -               | Une affaire d'honneur | 19. Okt. 2007      | -                                     | Olivier Barma | Bernard Marié, Mathieu Fabiani      |
| 29         | 5         | -               | Feux rouges           | 26. Okt. 2007      | -                                     | Olivier Barma | -                                   |
| 30         | 6         | -               | Embrouille            | 2. Nov. 2007       | -                                     | Olivier Barma | Marc-Antoine Laurent                |

### Staffel 6
| Nr. (ges.) | Nr. (St.) | Deutscher Titel | Originaltitel          | Erstausstrahlung F | Deutschsprachige Erstausstrahlung (D) | Regie         | Drehbuch                              |
| ---------- | --------- | --------------- | ---------------------- | ------------------ | ------------------------------------- | ------------- | ------------------------------------- |
| 31         | 1         | -               | Comme des soeurs       | 12. Sep. 2008      | -                                     | Olivier Barma | Mathieu Fabiani, Marc-Antoine Laurent |
| 32         | 2         | -               | Celui qui n'existe pas | 12. Sep. 2008      | -                                     | Olivier Barma | Mathieu Fabiani, Marc-Antoine Laurent |
| 33         | 3         | -               | Quartier sensible      | 19. Sep. 2008      | -                                     | Olivier Barma | Mathieu Fabiani, Marc-Antoine Laurent |
| 34         | 4         | -               | Liaisons dangereuses   | 19. Sep. 2008      | -                                     | Olivier Barma | Mathieu Fabiani, Marc-Antoine Laurent |
| 35         | 5         | -               | Cauchemars             | 26. Sep. 2008      | -                                     | Olivier Barma | Mathieu Fabiani                       |
| 36         | 6         | -               | À corps perdus         | 26. Sep. 2008      | -                                     | Olivier Barma | Mathieu Fabiani                       |

### Staffel 7
| Nr. (ges.) | Nr. (St.) | Deutscher Titel | Originaltitel           | Erstausstrahlung F | Deutschsprachige Erstausstrahlung (D) | Regie         | Drehbuch                              |
| ---------- | --------- | --------------- | ----------------------- | ------------------ | ------------------------------------- | ------------- | ------------------------------------- |
| 37         | 1         | -               | Histoire de famille     | 19. Juni 2009      | -                                     | Félix Olivier | Mathieu Fabiani, Olivier Marchal      |
| 38         | 2         | -               | Les nouveaux barbares   | 19. Juni 2009      | -                                     | Félix Olivier | Mathieu Fabiani, Marc-Antoine Laurent |
| 39         | 3         | -               | Petits et grands voyous | 19. Juni 2009      | -                                     | Félix Olivier | Mathieu Fabiani, Olivier Marchal      |
| 40         | 4         | -               | L'ange déchu            | 26. Juni 2009      | -                                     | Félix Olivier | Marc-Antoine Laurent, Olivier Marchal |
| 41         | 5         | -               | Rêves brisés            | 26. Juni 2009      | -                                     | Félix Olivier | Mathieu Fabiani, Marc-Antoine Laurent |
| 42         | 6         | -               | La dérive               | 26. Juni 2009      | -                                     | Félix Olivier | Mathieu Fabiani, Olivier Marchal      |
| 43         | 7         | (Doppelfolge)   | En toute innocence      | 3. Juli 2009       | -                                     | Gérard Marx   | Mathieu Fabiani, Marc-Antoine Laurent |